# Pseudo-Isotopie
In der Mathematik ist Pseudo-Isotopie eine Verallgemeinerung des Begriffs der Isotopie.
Verschiedene Probleme der Differentialtopologie lassen sich auf die Frage zurückführen, ob pseudo-isotope Abbildungen auch isotop sind.

## Definition
Zwei Diffeomorphismen
{\displaystyle f_{0},f_{1}\colon M\to M}
einer differenzierbaren Mannigfaltigkeit heißen pseudo-isotop, wenn es einen Diffeomorphismus 
{\displaystyle F\colon M\times \left[0,1\right]\to M\times \left[0,1\right]}
gibt, dessen Einschränkung auf {\displaystyle M\times \left\{0\right\}} bzw. {\displaystyle M\times \left\{1\right\}} mit {\displaystyle f_{0}} bzw. {\displaystyle f_{1}} übereinstimmt.
Eine Pseudo-Isotopie ist eine Isotopie, wenn {\displaystyle F} für alle {\displaystyle t\in \left[0,1\right]} die Niveaumenge {\displaystyle M\times \left\{t\right\}} auf sich abbildet.

## Cerf's Pseudoisotopy Theorem
Cerf's Pseudoisotopy Theorem ist eine Verallgemeinerung des h-Kobordismus-Satzes.
Es besagt, dass für alle einfach zusammenhängenden Mannigfaltigkeiten der Dimension {\displaystyle n\geq 5} zwei pseudo-isotope Abbildungen {\displaystyle f_{0},f_{1}} stets auch isotop sind.
Für nicht einfach zusammenhängende Mannigfaltigkeiten gibt es hingegen Obstruktionen in der algebraischen K-Theorie.

## Anwendung
Aus dem Pseudoisotopy Theorem folgt, dass es für {\displaystyle n\geq 5} eine Bijektion zwischen den exotischen Sphären in Dimension {\displaystyle n+1} und den Zusammenhangskomponenten der Diffeomorphismengruppe der {\displaystyle S^{n}} gibt. 